# Eilema lutarella
Eilema lutarella — вид метеликів з родини еребід (Erebidae).

## Поширення
Вид поширений по всій Європі, Північній Африці та Північній Азії на схід до Сахаліну.

## Опис
Розмах крил близько 27-30 мм. Має глинисто-жовті передні крила; задні крила коричнево-сірі, але також стають глинисто-жовтими до внутрішнього краю. У стані спокою крила складені навколо тіла.

## Спосіб життя
Метелики літають з середини липня до кінця серпня. Вони віддають перевагу сонячним, сухим, малозарослим ділянкам, таким як сухі торф'яні луки, бідні поживними речовинами луки, піщані та крейдяні ґрунти, а також верескові болота. Гусениці вилуплюються у вересні. Вони зимують і заляльковуються наступного червня. Личинки харчуються лишайниками.

## Підвиди
- Eilema lutarella lutarella
- Eilema lutarella luqueti (Leraut, 2006) (Франція)